# Elecciones generales de Groenlandia de 1987
Elecciones generales tuvieron lugar en Groenlandia el 26 de mayo de 1987. Tanto Siumut como Atassut obtuvieron 11 de los 26 escaños en el Parlamento.

## Resultados
| Partido                                        | Votos  | %     | Escaños | +/–   |
| ---------------------------------------------- | ------ | ----- | ------- | ----- |
| Siumut                                         | 9 987  | 43,18 | 11      | 0     |
| Atassut                                        | 8 105  | 35,04 | 11      | 0     |
| Inuit Ataqatigiit                              | 3 823  | 16,53 | 3       | 0     |
| Partido Polar                                  | 1 119  | 4,84  | 1       | Nuevo |
| Independientes                                 | 95     | 0,41  | 0       | Nuevo |
| Votos en blanco/nulos                          | 512    | –     | –       | –     |
| Total                                          | 25 764 | 100   | 26      | +1    |
| Electores registrados/participación            | 36 998 | 69,64 | –       | –     |
| Fuente: Election Passport, Parties & Elections |        |       |         |       |